# 乙酸金(III)
乙酸金(III)是一种化合物，化学式为Au(CH3COO)3，是棕色、对静电敏感的固体。它可由氢氧化金和乙酸反应制得。它可用于制备金纳米颗粒。

## 化学性质
乙酸金(III)在乙酸中和吡啶反应，可以得到配合物：
Au(CH3COO)3 + C6H5N → (C6H5N)Au(CH3COO)3
它和2,2'-联吡啶在类似的条件下反应，得到[Au(CH3COO)2(bipy)][Au(CH3COO)4]。